# Lęda
Lęda – małe poletko powstałe w wyniku wykarczowania i wypalenia lasu, charakterystyczne dla prymitywnej gospodarki żarowej, a także obszar, równina, pole nieuprawne przeznaczone lub nadające się pod uprawę roli.

## Nazwa
Nazwa lęda występuje w wielu słowiańskich językach: u Serbów nazywa się ledina, w Czechach - lado, a na Rusi występowały terminy lada, ladina, ladica. Niektórzy historycy i językoznawcy uważają, że słowo to stanowi źródło nazwy plemienia Lędzian (*lęd-jan-inъ). W dzisiejszej polszczyźnie od tego słowa wywodzi się słowo "ląd" oznaczające "ziemię". Zgodnie z tym znaczeniem Lędzianin oznaczał rolnika, "wypalacza lasów" .

## Proces powstawania
Lęda powstawała w wyniku prymitywnej gospodarki leśnej polegającej na trzebieży pierwotnego lasu, wycinaniu drzew oraz wypalaniu terenu podczas deforestacji. Początkowo wyznaczano w bliskości osad ludzkich małe poletka śródleśne. Z drzew usuwano korę w procesie tzw. oczerchlania tj. ścinania, okrzesywania kory. Okorowane drzewa wydzielały żywicę i częściowo wysychały. Po roku na wiosnę pnie podpalano tworząc w ten sposób nieregularną niwkę, która była użyźniona popiołem ze spalonych drzew. Na tym fragmencie siano ziarno jęczmienia, owsa, prosa lub pszenicy.
Po jakimś czasie ziemia jałowiała i pole zmieniano w ugór pozwalając mu ponownie zarosnąć.